# 문동신
문동신(文東信, 1938년 5월 22일~2023년 8월 3일)은 대한민국의 정치인, 국영기업인이다. 민선3대 전라북도 군산시장(2006~2018, 민선 4·5·6기)을 지냈다.
군산고등학교를 졸업하고 단국대학교 법학 학사 학위를 받았다. 1969년 3월 농어촌 진흥공사에 입사하여 1997년 6월에 부사장으로 퇴직하기까지 공사에서 근무하였다.
그 동안 연세대학교 경영전문대학원 경영학 석사, 영국 옥스퍼드대학교 최고 경영자 과정 수료를 거쳐 중앙대학교 대학원 경제학 박사, 서울대학교 행정대학원 국가정책과정을 수료하고 군산대학교 명예경영학 박사 학위를 받았다.2001년에 농업기반공사 사장을 지냈다.

## 학력
- 문창초등학교
- 군산남중학교
- 군산고등학교
- 단국대학교 법학과 학사
- 연세대학교 경영대학원 경영학 석사
- 중앙대학교 대학원 경제학 박사

### 비학위 수료
- 영국 옥스퍼드 대학교 경영대학원 최고경영자과정 수료
- 대한민국 서울대학교 행정대학원 국가정책과정 수료

### 명예 박사 학위
- 군산대학교 명예 경영학 박사

## 경력
- 1997.07~1999.12 농어촌 진흥공사 사장, 농어촌 진흥공사 부사장
- 1999.06~2003.04 제2의건국범국민추진위원회 추진위원
- 2001.01~2002.12 농업기반공사 사장
- 2001 서울대회 조직위원장
- 2003.08 새만금 범국민 추진위원회 감사, 군산중고등학교 총동창회장, 민주당 21C 국정자문위원, 국제관개배수위원회(ICID)
- 2005.10 비전 새군산포럼 대표, 군산대학교 사회과학대학 경영학 강사
- 2006.07~2010.06: 전라북도 군산시장(민선 4기)
- 2010.07~2014.06: 전라북도 군산시장(민선 5기)
- 2014.07~2018.06: 전라북도 군산시장(민선 6기)

## 수상
- 1999 환경경영대상
- 2000 석탑산업훈장
- 2001 미래경영대상
- 2002 한국전문경영인대상 공공부문
- 2007 문화관광연구학회 문화관광대상
- 2007 올해를빛낸혁신경영인상 지역경제발전부문
- 2008 제17회 대한민국 무궁화 대상 행정부문
- 2009 2008다산목민대상(다산연구소/내일신문)
- 2009 대한민국을 움직이는 자치단체CEO 5인
- 2013 올해의 지방자치CEO(한국공공자치연구원)

## 역대 선거 결과
|  | 28.36% |

|  | 71.44% |

|  | 42.80% |